# 藤咲かおり
藤咲 かおり（ふじさき かおり、1973年9月12日 - ）は、日本の女性声優。現在はフリーで活動している。

## 概要
- 主にパソコンゲームに声をあてている。
- 1995年（平成7年） - 青二塾15期卒業。その後 青二プロダクション、イエローテイル、Office SAY、アクアライトなどの所属事務所を転々とする。
- 2002年（平成14年）8月よりフリーで活動。2009年（平成21年）3月から2014年9月までキャロットハウスに所属していた（預かり）。退所後はフリーに戻る。

## 出演

### テレビアニメ
- 幻魔大戦 神話前夜の章（2002年）

### OVA
- With You 〜みつめていたい〜（2000年、伊藤乃絵美）
- プリンセスメモリー（2001年、ボーニィ）
- モエかん THE ANIMATION（2003年、朝霧かずさ）

### ゲーム
1996年
- 闘姫伝承（マリー、キリコ、大天使）

1998年
- With You 〜みつめていたい〜（伊藤乃絵美）
- Pia♥キャロットへようこそ!!2（志摩紀子）- SS版、DC版は2003年発売

2000年
- いただきじゃんがりあん（佐藤鈴音）
- 同窓会メモリアルパッケージ（小早川瑞穂）
- プリンセスメモリー（ボーニィ）
- パンドラMAXシリーズVOL.4 Catch! 〜気持ちセンセーション〜（しずく）
- Canvas 〜セピア色のモチーフ〜（君影百合奈）

2001年
- Pia♥キャロットへようこそ!!2.5（志摩紀子）
- 同窓会again（小早川瑞穂）
- 同窓会refrain（小早川瑞穂）

2004年
- F 〜ファナティック〜

2006年
- I/O（2006年 - 2008年、綾瀬みか）- 2作品

2007年
- 神曲奏界ポリフォニカ THE BLACK（マニエティカ、ニウレキナ、女性精霊）

2009年
- Under The Moon 〜クレセント〜

2010年
- 猛獣使いと王子様

2013年
- 封印（七草なずな）

2015年
- 百花繚乱エリクシル（アベリア・エーデルワイス）- PS Vita版

2019年
- BROTHERS CONFLICT Precious Baby（雨宮怜子）- Switch版

2020年
- 恋する乙女と守護の楯 Re:boot The "SHIELD-9"（理事長）

### ラジオ
- 藤咲かおりの電脳楽園（1998年11月 - 1999年12月、かつしかFM）
- かおりとまりあのさんくす☆ないと（FMひき）

### ドラマCD
- あ・りとるすたぁ（四女のかおり）
- Quintet 〜くいんてっと〜（榊原麗子）
- ドラマCD 月陽炎 Vol.1 - 5（2002年、有馬柚鈴）
- メロドラマ2（2012年、小此木カンナ）